# Delfini (famiglia)

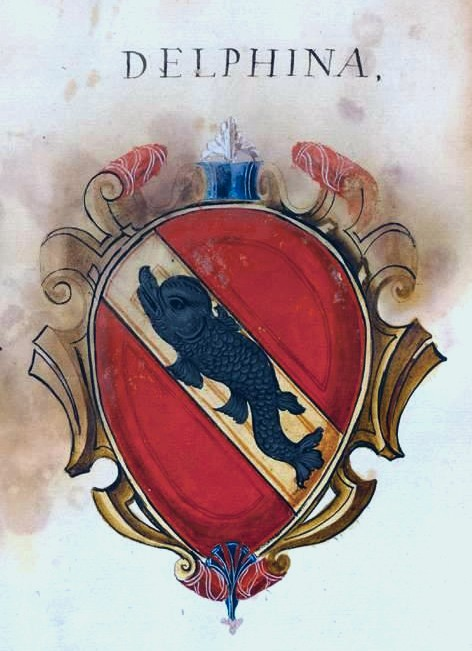
Araldica dei Delfini di Genova (1550) nel Stemmario Genovese del Duca di Baviera. Bayerische Staatsbibliothek.

I Delfini (anche Delfino, Delfin o Dalfìn) sono un'antica famiglia della nobiltà ligure e piemontese di probabile origine franca.    
Appaiono tra gli Aleramici nella Riviera di Ponente alla metà del XIII secolo, impegnati nella lotta per il dominio di Varazze e contemporaneamente tra Savona e Cuneo, dove ricoprono la dignità consolare. Coinvolti dalla fine del secolo in diversi affari con l'Oriente, si uniscono alla flotta genovese nella Guerra degli Stretti, così inaugurando il loro legame con la Repubblica di Genova. All'inizio del XV secolo furono accolti nel patriziato genovese e nell'albergo nobiliare degli Usodimare.    
Un ramo stabilito in Piemonte entra al servizio di Casa Savoia, acquistando diverse signorie e nel XVII secolo il titolo comitale.

## Origine
L'origine, ancora controversa, risaliva secondo alcuni fonti straniere sia ai sovrani di Francia,  i Delfini del Viennois, o i Delfini di Venezia. Un'altra tradizione, risalente a Odoardo Ganduccio, li confonde con la discendenza del signore Delfino da Passano (Riviera di Levante), estinta al XVI secolo come dimostrato già all'epoca, da Vittorio Spretti e molti altri. Nel suo celebre "Scrutinio della Nobiltà Ligustica" Federico Federici distinse le due stirpi confuse dal Ganduccio e afferma l'origine dei Delfini tuttora esistenti nel patriziato genovese a Varazze ed Arenzano nella Riviera di Ponente. L'autori savonesi li segnalano tra i signori sconfitti della Riviera, in particolare dai signori di Castel Delfino, da dove un ramo prende anche il nome.

### Prime notizie

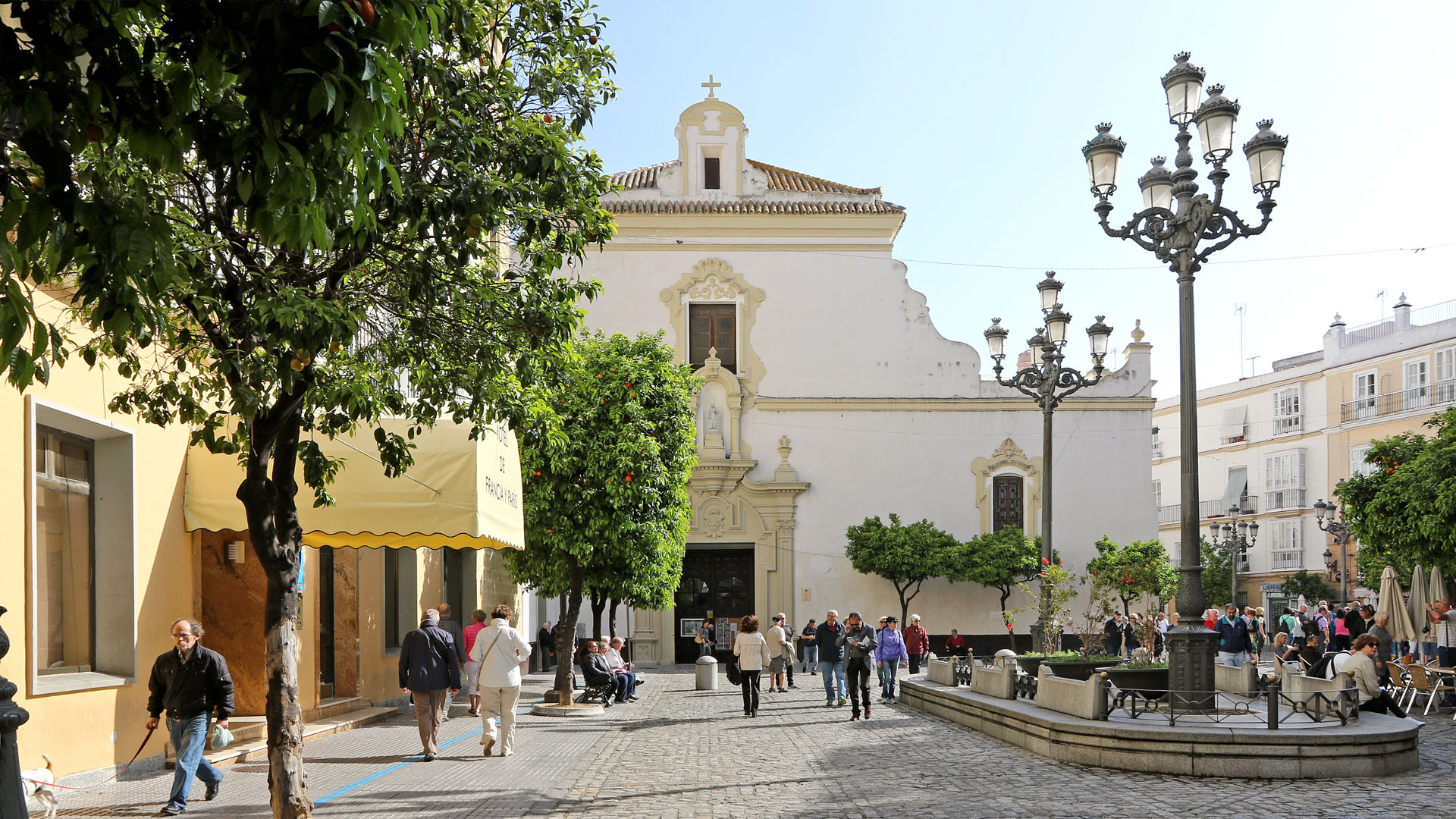
Convento di San Francesco a Cadice, co-fondato dal savonese Nicolás de Castel-Delfín nel 1566.

Un cartolario genovese attesta infatti la sconfitta dei fratelli Ansaldo e Guglielmo dei Delfini di Varazze accanto l'ammiraglio Oberto da Savignone nel 1279, percossi dai Malocelli nella lunga lotta il dominio della consignoria aleramica di Varazze (all'epoca uno dei principali arsenali marittimi d'Italia). I fratelli appaiono al fianco dei marchesi di Ponzone e del Carretto alla metà dello stesso secolo tra la Riviera e il Piemonte. Guglielmo, viene nominato tra i consoli di Cuneo che offrirono il territorio a Carlo I d'Angiò nel 1259, e nello stesso anno alla pressa del castello di Spotorno da parte di Iacopo Boccanegra. Ansaldo (già de Varagine) compare nella divisione testamentaria dagli eredi di Giacomo del Carretto e Caterina da Marano, e nella permuta della signoria di Spigno tra i marchesi del Bosco e di Ponzone. Nel 1263 i due fratelli appaiono accanto Tommaso ed Enrico di Ponzone ("Henricus Templerius"), entrambi consignori di Varazze, in un atto del cartulario dell'abbazia cistercense di Staffarda (a Cuneo) rogato a Varazze nella casa degli "eredi di Delfino" ("actum Varagine sub portico domus heredum Dalfini"), riferimento più sicuro riguardante la loro filiazione, probabilmente da quel Delfino del Bosco, consignore di Varazze, e protagonista della lotta contro i Malocelli nella prima metà dello stesso secolo.

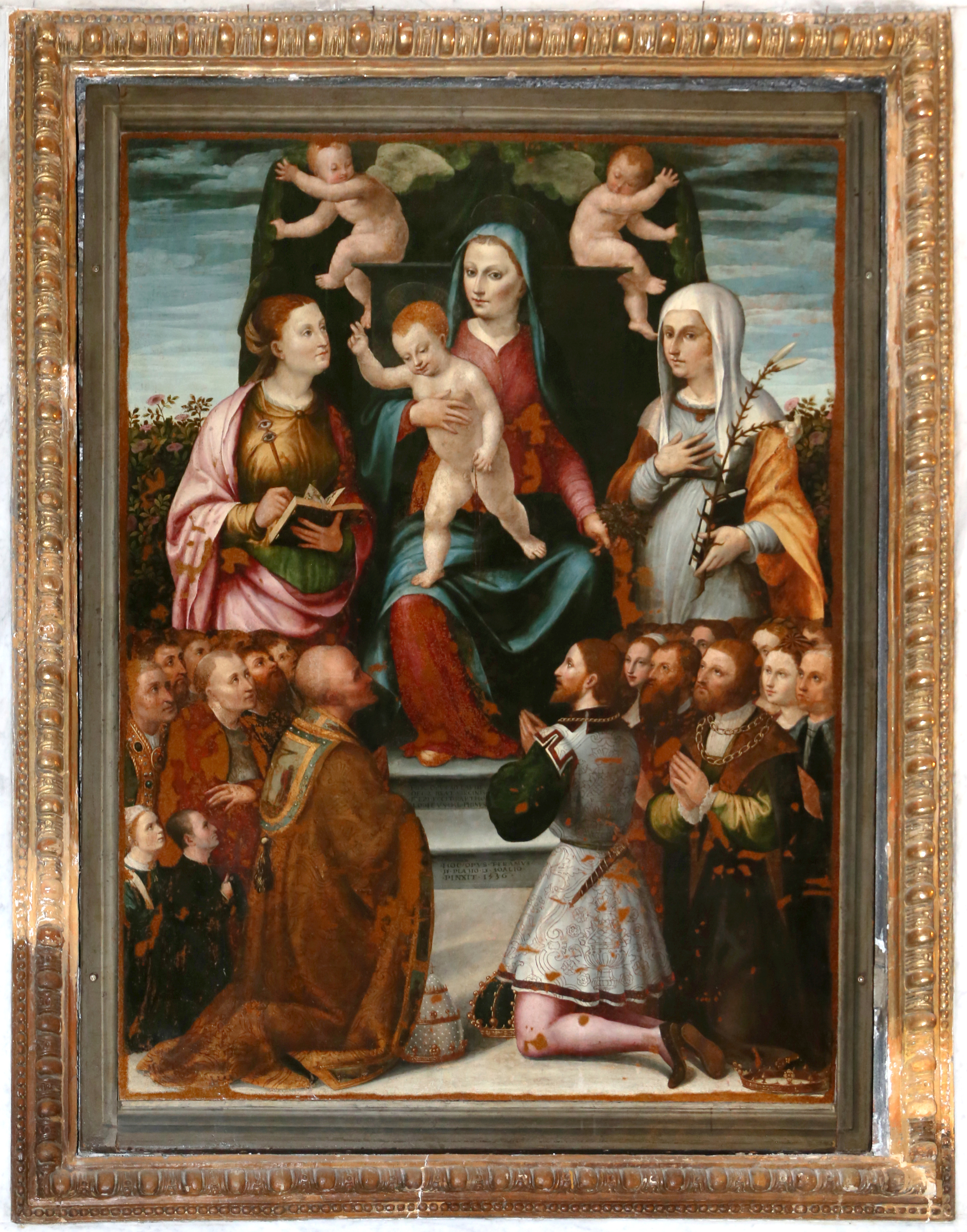
Madonna del Rosario dei Delfini (1536) di Teramo Piaggio, richiesta di Bartolomeo Delfino per il distrutto convento di San Domenico "il Vecchio" al Priamar (attualmente nella Chiesa di San Giovanni Battista in San Domenico, Savona).

## Repubblica di Genova
Luigi Tommaso Belgrano segnala l'attività navale dei Delfini fin dal 1277 attraverso il cantiere di Ottobono Dalfinus de Varagine, stesso che nel 1290 compare insieme a Simone Doria come uno dei consiliatores nella investitura di Varazze agli eredi dell'ammiraglio Iacopo Malocello per parte della Repubblica di Genova. G. Brătianu segnala la presenza dei "Delfini di Varazze" nel quartiere genovese di Pera a Costantinopoli fin dal 1281.  Secondo una lettera di Giorgio del Carretto al re Pietro IV d'Aragona, nel 1340 il pirata catalano Ladier attaccò le sue navi nella rota a Costantinopoli, e tra questi quelli del capitano Giacomo Delfino, stesso che nel 1352 si imbarca nella flotta genovese guidata dall'ammiraglio Paganino Doria che sconfisse veneziani e aragonesi nella battaglia del Bosforo (Guerra degli Stretti). Secondo il Federici ebbero casa a Genova fin dal 1397, ottenendo l'acclamazione di "cives" intorno al 1405, mentre a Savona continua la loro inscrizione nel ordine dei nobili. Dal 1407 il ramo genovese s'unisce all'albergo nobiliare degli Usodimare (adottando il cognome Usodimare-Delfino), mentre quello rimasto a Savona prende il nome di Castro o Castel Delfino. Entrambi ritornano al uso semplice alla fine del XVI secolo. 
All'inizio del XVI secolo, l'attività cantieristica sembra guidata dal capitano Battistino, che nel 1516 comandò la propria galea al fianco di Andrea Doria ed altri nella flotta del cardinale-ammiraglio Federico Fregoso nella campagna di Biserta. Nel 1619 lo stesso fu assalito nella rota a Chios dall'ammiraglio e corsaro spagnolo Pedro de Bobadilla, ma sorprese però gli aggressori catturando le loro navi e facendo prigioniero l'equipaggio (compreso il Bobadilla). Alla riforma della Repubblica di Genova nel 1528, i vennero iscritti nel "Liber Primus Nobilitatis" (nel albergo degli Usodimare) e nel "Libro d'Oro" o "Liber Aureus Ascriptionum Nobilitatis (nel proprio registro: "Dalfina").

## Regno di Spagna
Di particolare importanza fu il legame dei Delfini con la Spagna, accentuate dopo i rapporti con Cristoforo Colombo e Giulio II. Nel 1492 Giuliano era il primo savonese insediato a Siviglia, mentre i fratelli Giovanni e Aleramo erano a Cadice almeno dal 1498. Nel 1566 Nicolò (Nicolás de Castel Delfín) promuove la fondazione del convento di San Francesco di Cadice e la loro cappella funeraria. Nella seconda metà del XVI secolo Cristoforo compare nel banco del suocero Andrea de' Mari a Napoli, creditore insieme Girolamo Grimaldi-Oliva di Giovanni d'Austria. Nel 1621 Gianfrancesco veniva nominato tra gli armatori del Real Consulado de Indias, mentre il capitano Giambattista compariva anche bene inserito negli grandi affari tra Napoli e la Spagna. Alla fine del secolo si verifica la presenza di tanti altri tra Valencia e Cadice.  Nella Guerra di Successione Spagnola si schierano a favore dei Borboni. Bartolomeo si distinse insieme al socio Bernardo Recagno tra i sostenitori delle truppe di Filippo V, mentre il capitano Gian Maria si unì alla flotta borbonica, combattendo insieme all'ammiraglio Stefano de Mari nei principali scontri navali della guerra. Alla metà del XVIII secolo Gian Maria diventa tenente e direttore provvisorio dell'Arsenale Reale di Cadice, e il capitano Manuel Lorenzo (fu Bartolomeo) fu costituito armatore del Real Consulado de Indias.

## Arma
«di rosso il delfino nero in banda in divisa d'oro» Stemmario Genovese del Duca di Baviera 
«d'oro, al delfino di nero in banda tra due bande in divisa di rosso, col capo d'oro alla croce di rosso» Stemmario Musso, Crollalanza, ecc.  
«troncato d'argento e d'azzurro (anche "mare d'argento e aria d'azzurro") un delfino attraversante» Stemmario Musso, prove araldiche dei cavalieri Bruno Vallarino e Santiago Malagamba 
Secondo Giovanni Andrea Musso con tre stelle d'oro al capo (e anche il delfino incoronato) 

Variazioni araldiche
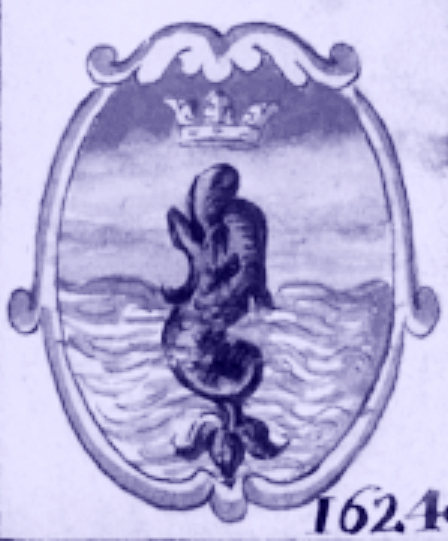
Stemma dei Delfini di Genova (Stemmario Musso, XVII secolo, Biblioteca Civica Berio, Genova).
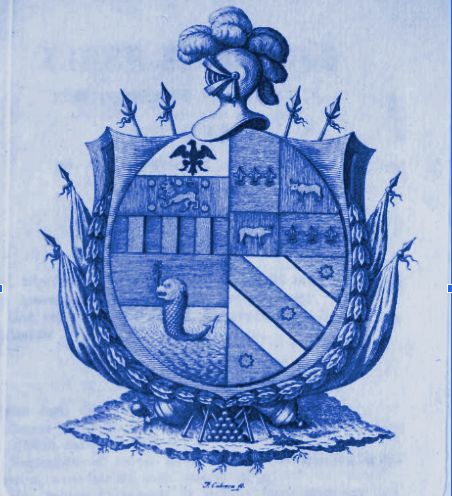
Stemma di Bruno Vallarino (quartiere dei Delfini di Arenzano)
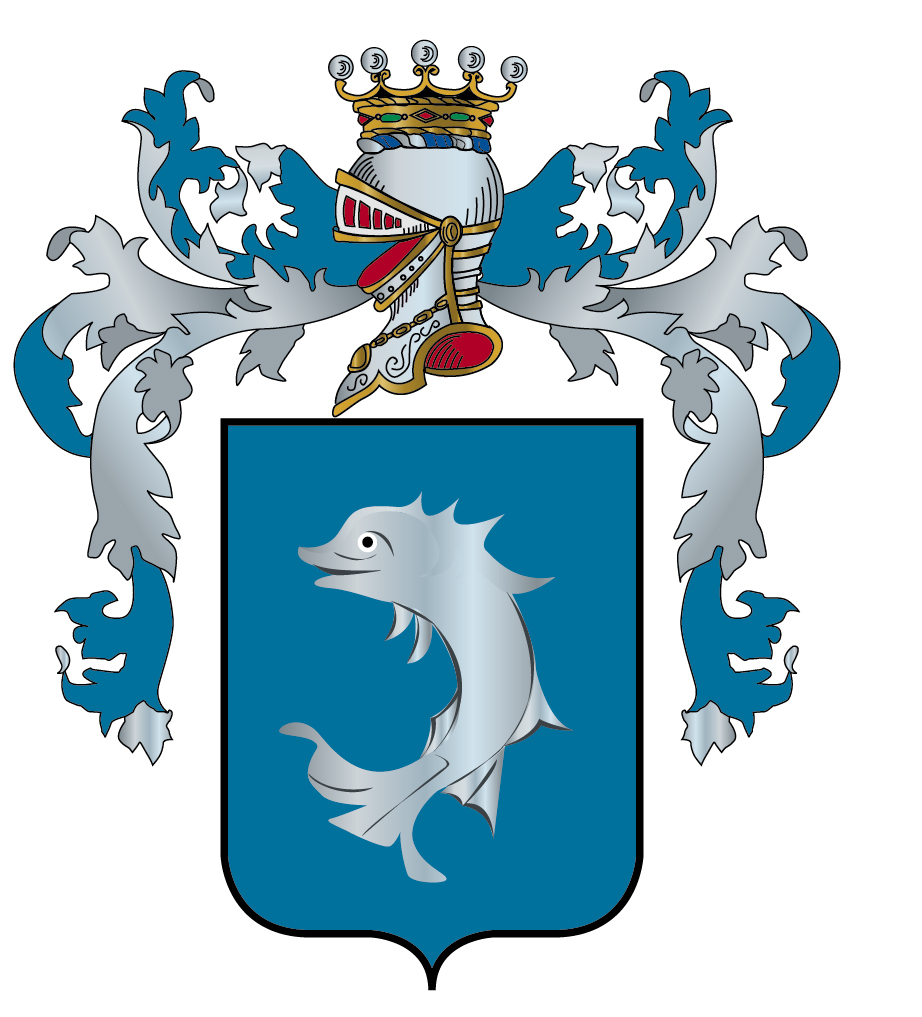
Stemma dei conti Delfino di Trivero

## Personalità
- Guglielmo (1259), console di Cuneo
- Ottobono (1277), costruttore di navi
- Oberto (1282), console di Cuneo
- Giovanni (1342), anziano di Savona, procuratore di Varazze
- Giacomo (1352), capitano nella flotta di Pagano Doria nella Guerra degli Stretti
- Leonardo (1429), vescovo di Nîmes
- Ambrogio (1440), capitano nella flotta di Domenico di Negro
- Paolo (1444), cancelliere del Banco di San Giorgio
- Battista (1462), anziano di Genova, ambasciatore presso il duca Francesco I Sforza di Milano
- Giacomino (1462), console di Cuneo
- Giovanni (1478), padre del Comune e anziano di Genova
- Giuliano (1503), priore degli anziani di Savona, fideiussore di Leon Pancaldo
- Giovanni (1515), costruttore di navi, anziano di Genova
- Battistino (1516), costruttore di navi, capitano nella flotta di Federico Fregoso
- J. Francisco (1546), gentiluomo dell'imperatore Carlo V e di Filippo II di Spagna
- Tommaso (1559), console del Banco di San Giorgio
- Nicolò (1566), fondatore del convento di San Francesco a Cadice
- Alessandro (1582), podestà di Boves
- G. Battista (1606), ricostruttore della chiesa di San Paolo in Campetto a Genova
- Pietro (1610), consignore di Costigliole Saluzzo
- Spirito (1617), conte di Castelmagno
- J. Francisco (1621), armatore del Real Consulado de Indias
- Pedro (c. 1700), governatore dell'isola d'Elba nello Stato dei Presidi
- Battista (1700), capitano di nave, fondatore della chiesa dei Santi Nazario e Celso ad Arenzano
- Alessandro (1722), conte di Trivero
- G. Maria (1742), capitano nella flotta di Filippo V alla Guerra di Successione Spagnola, direttore del Real Arsenal di Cadice
- Manuel Lorenzo (1743), armatore del Real Consulado de Indias
- Michele Agostino (1747-1815), frate agostiniano, servo di Dio
- Giambattista (1794), conte di Trivero, governatore di Saluzzo, primo aiutante di campo del re Vittorio Amedeo III di Savoia, commendatore dell'Ordine Mauriziana
- Luca (1807-1865), combattente nella Spedizione dei Mille
- Giovanni (1880), ingegnere, cavaliere dell'Ordine Mauriziana, progettista del Tunnel di Tenda
- Leopoldo (1875-1945), senatore del Regno d'Italia